# Збірна Словенії з баскетболу
Збірна Словенії з баскетболу — національна баскетбольна команда, яка представляє Словенію на міжнародній баскетбольній арені. Управляється Федерацією баскетболу Словенії. Команда приєдналася до ФІБА в 1992 році. Найвищим досягненням команди є перемога на Євробаскеті 2017 року.
Домашній стадіон збірної Арена Стожиці.

## Досягнення
FIBA Євробаскет:
- Золоті медалі (1): 2017